# Dejan Urbanč
Dejan Urbanč (* 13. April 1984 in Brežice) ist ein ehemaliger slowenischer Fußballspieler. Der Mittelfeldspieler stand zuletzt bei der WSG Wietersdorf unter Vertrag.

## Werdegang
Urbanč begann in seiner Jugend mit dem Fußball bei NK Krško. 2002 bekam er seinen ersten Profivertrag bei Publikum Celje, wo er in zwei Jahren 13 Spiele absolvierte. 2004 wechselte er für ein halbes Jahr zu Olimpija Ljubljana, bevor er nach Ende der Saison zurück nach Celje kam. Nach fünf weiteren Jahren und 114 Spielen, in denen er drei Tore erzielte, wechselte er zu seinem Jugendverein NK Krško zurück. Mit dem Verein stieg er zum Ende der Saison 2014/15 in die Slovenska Nogometna Liga auf.
Zwischen 2004 und 2006 bestritt Urbanč 15 Spiele für die slowenische U-21-Nationalmannschaft.